# Кузьмичи (Гомельская область)
Кузьмичи (бел. Кузьмічы) — упразднённая деревня в Ельском районе Гомельской области Белоруссии. Входила в состав Скороднянского сельсовета.
В связи с радиационным загрязнением после катастрофы на Чернобыльской АЭС жители в 1986 году переселены в чистые места.

## География

### Расположение
В 21 км на юго-запад от Ельска, 5 км от железнодорожной станции Словечно (на линии Ельск — Овруч), 138 км от Гомеля.

## Гидрография
В месте слияния рек Батывля и Словечна.

## Транспортная сеть
Транспортные связи по просёлочной, затем автомобильной дороге Новая Рудня — Ельск. Планировка состоит из короткой прямолинейной, почти широтной ориентации улицы с 2 переулками. Застройка двусторонняя, плотная, деревянная, усадебного типа.

## История
В 1900 году в деревне найден клад (285 монет Речи Посполитой, Пруссии, Прибалтики закопанный в 1652 году). По письменным источникам известна с XVIII века как селение в Мозырском повете Минского воеводства Великого княжества Литовского.
После 2-го раздела Речи Посполитой (1793 год) в составе Российской империи. В 1795 году владение Радзивиллов, действовала Троицкая церковь. В 1811 году в Мозырском уездеМинской губернии. В 1850 году село. Через деревню проходил тракт из Мозыря в Житомир, имелась почтовая станция (8 эпипажей). Входила в состав одноимённого поместья, его хозяева Добровольские владели в 1876 году 3380 десятинами земли. Согласно переписи 1897 года располагались церковь, хлебозапасный магазин, школа грамоты, трактир. В 1910 году в наёмном доме открыта земская школа, а в начале 1920-х годов ей выделено своё здание. В 1917 году в Скороднянской волости. Рядом были 3 одноимённых фольварка.
С 20 августа 1924 года к 16 июля 1954 года центр Кузьмицкого сельсовета Королинского, с 5 февраля 1931 года до 26 июля 1930 года, с 21 июня 1935 года до 20 февраля 1938 года Ельского районов Мозырского округа, с 20 февраля 1938 года Полесской, с 8 января 1954 года Гомельской области. В 1929 году создан колхоз «Белоруская коммуна», работали водяная мельница (с 1917 года) и кузница. Значительную часть перевозок через сплавную пристань, которая находилась в деревне, составляли лесоматериалы. Во время Великой Отечественной войны 12 июня 1943 года каратели сожгли деревню, а 96 жителей согнали в урочище Пудовка (2 км на восток от деревни) и расстреляли (похоронены в могиле жертв фашизма). 61 житель погиб на фронте. В 1959 году входила в состав совхоза «Скороднянский» (центр — деревня Скородное).
С 29 ноября 2005 года исключена из данных по учёту административно-территориальных и территориальных единиц.

## Население

### Численность
- 1986 год — жители переселены.

### Динамика
- 1811 год — 14 дворов.
- 1834 год — 18 дворов, 96 жителей.
- 1850 год — 33 двора, 158 жителей.
- 1917 год — 605 жителей.
- 1921 год — 121 двор, 927 жителей
- 1924 год — 137 дворов.
- 1940 год — 161 двор.
- 1959 год — 375 жителей (согласно переписи).
- 1986 год — жители переселены.